# Klobouky u Brna
Klobouky u Brna − miasto na Morawach, w Czechach, w kraju południowomorawskim. Według danych z 31 grudnia 2003 powierzchnia miasta wynosiła 3 133 ha, a liczba jego mieszkańców 2 226 osób.

## Demografia
| Rok             | 1970  | 1980  | 1991  | 2001  | 2003  |
| --------------- | ----- | ----- | ----- | ----- | ----- |
| Liczba ludności | 2 433 | 2 341 | 2 299 | 2 228 | 2 226 |

Źródło: Czeski Urząd Statystyczny